# غريزغورز باران
غريزغورز باران (بالبولندية: Grzegorz Baran)‏ (23 ديسمبر 1982 في بولندا - ) هو لاعب كرة قدم بولندي في مركز الدفاع. لعب مع رتش شوروزو ونادي كراكوفيا وSandecja Nowy Sącz ‏ وGórnik Wieliczka ‏ وGKS Bełchatów ‏.

## وصلات خارجية
- غريزغورز باران على موقع قاعدة بيانات كرة القدم.إي يو (الإنجليزية)
- غريزغورز باران على موقع Soccerway.com (الإنجليزية)